# Svenska mästerskapen i dressyr 1951
Svenska mästerskapen i dressyr 1951 avgjordes i Stockholm. Tävlingen var den 1:a upplagan av Svenska mästerskapen i dressyr.

## Resultat
| Placering | Ryttare                 | Häst         |
| --------- | ----------------------- | ------------ |
| 1         | Gehnäll Persson         | Knaust       |
| 2         | Sven Colliander         | Miss Patrick |
| 3         | Hans von Blixen-Finecke | Master Rufus |